# Phoraspis nigra
Phoraspis nigra är en kackerlacksart som beskrevs av Blanchard 1837. Phoraspis nigra ingår i släktet Phoraspis och familjen jättekackerlackor. Inga underarter finns listade i Catalogue of Life.